# Alison Roxburgh
Dame Alison Mary Roxburgh, (BHSc, J.P., Q.S.O., C.B.E., D.N.Z.M.) geb. Cameron (* 6. September 1934 in Dunedin, Neuseeland; † 25. Januar 2020 in Nelson, Neuseeland) war eine neuseeländische Hochschullehrerin (Lecturer), Frauenrechtlerin und u. a. von 1981 bis 1994 Präsidentin des National Council of Women of New Zealand (NCWNZ).

## Frühes Leben
Alison Mary Cameron wurde am 6. September 1934 als Tochter des Bauschreiners Alec Cameron in Dunedin geboren. Über ihre Kindheit und Schulbildung ist nichts bekannt. Nach ihrem Abschluss mit einem Bachelor in Home Science an der University of Otago im Jahr 1955 begann sie 1957 eine Lehrtätigkeit an der Universität, die sie bis 1959 ausführte, ging auf einige Reisen und heiratete schließlich Jim Roxburgh, dessen Namen sie übernahm. Das Paar zog danach nach Nelson, an der Nordwestküste der Südinsel von Neuseeland.
Roxburgh engagierte sich zunächst lokal im Suter Gallery Trust, im Nelson City Luncheon Club und ab 1975 in der Bildungseinrichtung des Nelson Polytechnic, dessen erste Vorsitzende sie im Jahr 1987 wurde. Das Bildungswesen war Roxburgh ein wichtiges Anliegen und so reformierte und erweiterte sie die Bildungseinrichtung des Nelson Polytechnic während ihrer dreijährigen Amtszeit. Auch wurde sie Mitglied und später Präsidentin der Association of Polytechnics in New Zealand, wo sie ein hohes Ansehen genoss. Über den Nelson Federation of Graduate Women Trust sorgte sie Geld für die Ausbildung und Stipendien für Frauen. Roxburgh engagierte sich in der Otago University Graduates Association und übernahm dort später auch die Position der stellvertretenden Präsidentin.
Doch am bekanntesten wurde Roxburgh wohl durch ihr Engagement im Bereich der Frauenpolitik. Sie trat dem National Council of Women of New Zealand (NCWNZ) bei und war von 1981 bis 1994 Präsidentin der Organisation. Auch war sie im International Council of Women aktiv, wo sie eine der stellvertretenden Präsidentinnen wurde und später die Schirmherrschaft des National Council of Women in Nelson übernahm.
2014 trat sie aus Altersgründen von ihrem Amt als Justices of the Peace zurück.
Alison Mary Roxburgh verstarb am 25. Januar 2020 in Nelson.

## Ehrungen
- ???? – Justice of the peace (J.P.)
- 1985 – Queen’s Service Order (Q.S.O.) (31. Dezember 1985)[6]
- 1993 – The New Zealand Suffrage Centennial Medal 1993 (September 1993)[7]
- 1994 – Commander of the Order of the British Empire (C.B.E.) (30. Dezember 1994)[8]
- 2003 – New Zealand Order of Merit (D.C.N.Z.M.) – Distinguished Companion (1. Juni 2003)[9]
- 2009 – New Zealand Order of Merit (D.N.Z.M.) – Dame Companion (1. August 2009)[10]